# 사에키 토시오
사에키 토시오 (Toshio Saeki (佐伯 俊雄, Saeki Toshio) 는 시미즈 타카시가 제작한 애니메이션 캐릭터이다. 444444444에서 사와다 다이키, V시네마 원작 2편에서 코야마 료타, 극장판 2편에서 오제키 유야, 원한 3편에서 다나카 오가, 쓰치야 심바, 주온 슈세이 유토 등 여러 아역 배우들에 의해 연기되었다. 백귀신과 주온: 흑귀신, 고바야시 카이, 2014년 일본 리부트 주온: '종말의 시작'과 '무서운 영화 4'의 개럿 마스다. 그는 칠흑 같은 눈동자, 창백한 피부, 그리고 그가 내는 잊혀지지 않는 야옹 소리를 특징으로 한다.

## 개요
그는 그의 어머니인 카야코 다음으로 이 시리즈의 중요한 인물로 여겨질 수 있다. 그는 시미즈 다카시의 단편 영화 44444444에 처음 출연했고, 일본 네리마의 한 주택에서 프랜차이즈 시리즈 전체를 뒤흔든다. 그는 분노와 격렬한 분노 속에서 누군가가 죽을 때, 그러한 감정들은 죽음의 장소에 남아 그것이 닿는 모든 사람을 죽인다는 저주의 제정자 중 한 명이다.
그의 다음 출연은 츠치야 심바가 연기한 원한 3편이다. 토시오는 2014년 리부트 주온에서 처음으로 주요 출연을 했다. 종말의 시작과 그 속편인 쥬온: 이전 영화들과 달리 그는 주요 적대자이며 저주의 배후에 있는 궁극적인 원인이다.

## 역사와 특징

### 일본 일정
1987년 7월 27일 도쿄 네리마시에 거주하는 일본인 부부인 사에키 카야코와 다케오 사이에서 태어났다. 모친의 짝사랑(슌스케, 슌스케)에서 이름을 따왔으며, 의심을 피하기 위해 아버지의 이름인 다케오를 추가했다.
토시오의 초등학교에서의 첫날을 기념하기 위해, 카야코는 그에게 마르라는 이름을 가진 검은 고양이를 주었다. 그의 아버지는 이것을 불쾌하게 여겼음에도 불구하고, 그 애완동물을 기르는 것을 반대하지 않았다.
그의 선생님은 우연히 그의 어머니의 오랜 짝사랑이었고, 그들의 만남은 그 여자의 감정을 다시 불러일으켰다. 타케오는 고바야시와의 사랑에 대해 쓴 일기를 발견했다. 화가 난 타케오는 카야코가 자신을 속이고 있고 토시오가 자신의 아들이 아니라고 믿었다.
그날 카야코가 집에 돌아왔을 때, 타케오는 그녀를 찔러 죽였다. 타케오는 토시오로부터 마르를 데려와 이전에 카야코를 고문할 때 사용했던 상자 절단기로 죽인 다음 고양이를 집 옆 흙길에 묻었다. 도시오가 방으로 보내진 후, 그는 다락방으로 도망쳤고, 다케오는 그를 죽게 내버려두었다. 그곳에서 토시오는 어머니의 시신을 발견했고, 얼마 지나지 않아 어머니의 유령이 훔쳐갔다.
카야코, 토시오, 타케오(카야코에게 살해당함)의 유령들이 들어오는 사람들을 공격하여 살인 장면을 재현하고 피해자들이 가는 곳마다 따라다니는 저주를 시작한다. 유령을 묘사할 때 피해자들은 결코 반격을 시도하지 않는다.
토시오는 종종 옷을 입지 않은 채 집 밖에서 그의 어머니처럼 분필처럼 하얗게 보인다. 그는 보통 희생자들을 괴롭힌다. 그들을 죽이는 대신, 그는 그들을 쫓아낸다.

#### 2014 리부트
2014년 Ju-on 재부팅: 종말의 시작은 토시오와 사에키 가족 전체에 대해 전혀 다른 뒷이야기를 제공한다. 영화에서는 사에키 가족이 이사오기 전에 야마가 씨 일가가 살고 있었는데, 야마가 씨의 장남 도시오 씨가 폭염 속에서 2층 벽장에서 숨진 채 발견되었다. 따라서, 집을 방문한 4명의 여학생들이 토시오에 의해서만 살해당했기 때문에, 이 집의 저주는 전적으로 사에키 가문에 의한 것이 아니다. 도시오는 사에키 살인 사건의 궁극적인 원인이기도 하다. 타케오는 결국 몇 년 후에 진실을 발견하고 아내를 죽였고, 카야코도 포함시키라는 저주에 불을 붙였다. 속편에서, 주온: 최후의 저주, 토시오가 야요이에게 레오와 그녀의 어머니뿐만 아니라 여동생을 죽이라고 지시할 때 보여지듯이, 카야코만이 아닌, 그의 지배하에 있는 모든 사람을 통제할 수 있다는 것이 밝혀진다. 그는 또한 사람을 소유할 수 있고 그들을 마음대로 내버려 둘 수 있다; 그렇게 함으로써 레오의 가족에게 입양될 수 있을 만큼 충분히 오랫동안 그의 두 번째 인간 화신의 생존을 보장한다.

### 미국 연대표
원작과 비슷하게, 토시오의 어머니는 그의 스승인 피터 커크를 짝사랑하고 있으며, 이러한 강박관념은 아버지와의 오해로 이어진다. 타케오가 카야코의 목을 꺾은 후, 그는 2층에서 지켜보는 토시오를 본다. 타케오는 토시오와 고양이 마를 욕조에서 익사시킨다.
외할머니는 나카가와 가와마타, 이모는 카야코의 여동생 나오코, 외삼촌은 다이스케이다.

## 버전 간의 차이점
- 미국 리메이크에서 타케오는 토시오를 욕조에 빠뜨려 죽인다. 그는 심지어 유틸리티 나이프로 고양이를 죽이기도 합니다. 그는 토시오의 시체를 벽장에 넣고 덕트 테이프로 봉한다.
- 주온 소설에서 토시오는 아버지로부터 다락방에 숨는다. 다케오는 그를 쫓는 대신 찬장 문을 쾅 닫아버리고, 토시오는 굶어 죽는다. 그러나 다락방에 있는 동안 토시오는 어머니의 시신(그리고 유령)과 마주쳤기 때문에 그가 정말로 굶었는지, 아니면 카야코가 그를 주장했는지는 알 수 없다. 또한 소설에서 토시오는 자신의 고양이를 둘 다 죽은 후에 흙 속에 묻는다.
- 주온 영화에서 토시오는 사망 당시 6살이었다. 카렌이 읽은 온라인 신문 기사에는 토시오의 나이가 7세라고 되어 있지만, 그녀가 사용하는 검색 엔진의 다른 온라인 기사에는 토시오의 나이가 8세라고 되어 있다.
- 주온 영화에서 타케오는 토시오가 자신의 아들이 아니라고 잘못 생각했기 때문에 죽였고, 대신 카야코와 고바야시 사이의 불륜의 산물이었다. 미국 영화에서, 타케오는 토시오가 카야코를 죽이는 것을 우연히 목격했기 때문에 토시오를 죽여야 했다. 고바야시의 미국인 상대역인 피터 커크가 백인이기 때문에, 그가 미국 영화에서 토시오가 그의 아들이 아니라고 의심했을 것 같지는 않다.
- 주온에서 엔드 리부트 (End reboot)의 시작에는 두 개의 토시오가 식별됩니다. 본편보다 19년 먼저 이 집에 거주한 야마가 토시오와 본편보다 10년 먼저 카야코의 뱃속에서 태어난 사에키 토시오가 있다. 토시오는 또한 사망 당시 최소 9세 이상으로 이전의 연속보다 나이가 많다. 위에서 언급한 바와 같이 뒷이야기는 완전히 바뀌었지만, 토시오의 애완 고양이인 마는 여전히 남아 있다.